# Ostrowiec (jezioro w powiecie wałeckim)
Ostrowiec – jezioro w woj. zachodniopomorskim, w pow. wałeckim, w gminie Wałcz, leżące na terenie Równiny Wałeckiej.

## Nazwa
Według urzędowego spisu opracowanego przez Komisję Nazw Miejscowości i Obiektów Fizjograficznych (KNMiOF) opublikowanego przez Główny Urząd Geodezji i Kartografii (GUGiK) i udostępnionego na stronach Komisja Standaryzacji Nazw Geograficznych (KSNG) nazwa tego jeziora to Ostrowiec. W różnych publikacjach i na mapach topograficznych jezioro to występuje pod nazwami Ostrowieckie Duże lub też Ostrowieckie Wielkie, Ostrowiec Wielki bądź Klubowe.

## Morfometria
Powierzchnia zwierciadła wody według różnych źródeł wynosi od 13,5 ha przez 14,13 ha do 16,8 ha.
Zwierciadło wody położone jest na wysokości 95,2 m n.p.m. lub 95,8 m n.p.m. lub 95,9 m n.p.m.. Średnia głębokość jeziora wynosi 4,0 m, natomiast głębokość maksymalna 7,4 m.
Dno w około 75% jest muliste, a w 25% kamienno-piaszczyste. Brzegi są w większości płaskie, jedynie w partiach zachodnich przechodzą w zalesione zbocza. Około 90% linii brzegowej porasta roślinność wynurzona: oczeret, trzcina pospolita, pałka wąskolistna i sitowie jeziorne. Pod powierzchnią występują zwarte płaty roślin zanurzonych. Są to głównie rdestnica przeszyta, wywłócznik kłosowy, rogatek sztywny i moczarka kanadyjska. 
Jezioro ma nieregularny kształt - mimo niewielkiej powierzchni można wyróżnić cztery niewielkie zatoki. W północno-zachodnim krańcu jeziora wypływa z niego ciek, przez który jest ono połączone z rzeką Dobrzycą.

## Przyroda
Jest to akwen typu szczupakowo-linowego, regularnie zarybiany przez PZW. Występują tu głównie szczupak, lin, płoć, węgorz, wzdręga, krąp, okoń, karp i amur (dwa ostatnie gatunki wprowadzone sztucznie, znalazły w jeziorze dobre warunki do życia). W przeszłości bytował tutaj również pstrąg tęczowy, ale zupełnie zanikł. W początku XXI wieku próbowano wprowadzić suma.

## Rekreacja
W północnej części jeziora znajduje się niestrzeżona piaszczysta plaża, w pobliżu której znajduje się niewielki parking. W Ostrowcu istnieje pole namiotowe.